# Platyura johnsoni
Platyura johnsoni är en tvåvingeart som beskrevs av Neal L. Evenhuis 2006. Platyura johnsoni ingår i släktet Platyura och familjen platthornsmyggor. Inga underarter finns listade i Catalogue of Life.